# Bugha al-Sharabi
Bugha al-Sharabi (en árabe: ﺑﻐﺎ ﺍﻟﺸﺮﺍﺑﻲ, "Bugha el Copero"), también conocido como Bugha al-Saghir ("Bugha el Joven", para distinguirlo de su contemporáneo Bugha el Viejo no relacionado con él), fue un alto líder militar túrquico en el Califato abasí de mediados del siglo IX.
Sirvió bajo el califa al-Mutawakkil (r. 847-861) en Azerbaiyán, pero luego lideró la conspiración entre las tropas túrquicas que asesinaron al califa. Estrechamente aliado con otro oficial turco, Wasif, Bugha mantuvo el poder en la corte bajo los califas al-Muntasir (r. 861-862) y al-Musta'in (r. 862-866), durante la llamada 'Anarquía de Samarra'. Sin embargo, cayó en desgracia con al-Mu'tazz (r. 866-869), quien se sintió resentido tanto por su larga influencia, como por su papel en el asesinato de al-Mutawakkil, su padre. En 868, Bugha fue encarcelado y ejecutado por orden del califa.